# Patrizia di Connaught
Patrizia di Sassonia-Coburgo-Gotha (Buckingham Palace, 17 marzo 1886 – Windlesham, 12 gennaio 1974) fu un membro della famiglia reale britannica e una nipote della regina Vittoria. Sposando Alexander Ramsay, ella abbandonò il suo titolo di principessa del Regno Unito e il trattamento di Altezza Reale.
Il reggimento di fanteria delle forze armate canadesi, Fanteria Leggera Canadese della Principessa Patrizia, venne battezzato in suo onore.

## Biografia

### Infanzia e gioventù

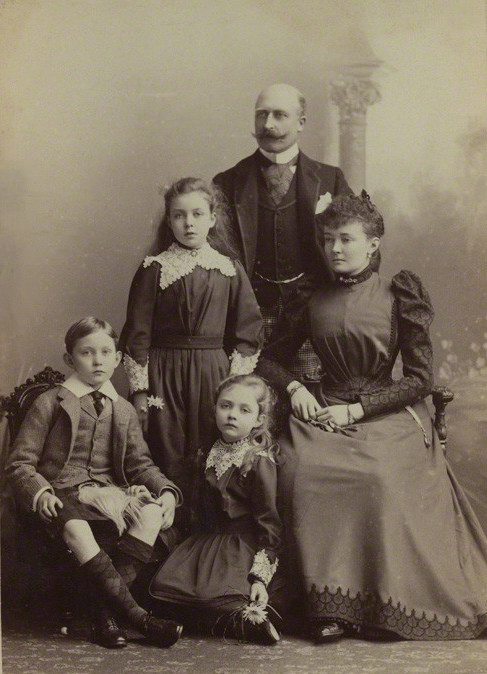
La famiglia del principe Arturo, duca di Connaught e Strathearn.

La principessa Patrizia – Patsy per i famigliari e gli amici – nacque il 17 marzo 1886, il giorno di San Patrizio, a Buckingham Palace, a Londra. Suo padre era il principe Arturo, duca di Connaught e Strathearn, settimogenito della regina Vittoria e del principe consorte Alberto di Sassonia-Coburgo-Gotha. Sua madre era invece la principessa Luisa Margherita di Prussia. Patrizia aveva un fratello e una sorella maggiori, il principe Arturo di Connaught e la principessa Margherita di Connaught, futura principessa della corona di Svezia.
Venne battezzata con i nomi di Vittoria Patrizia Elena Elisabetta, a Bagshot Park, il 1º maggio 1886; il nome Vittoria le derivava dalla nonna paterna, Patrizia da San Patrizio, il santo commemorato nel giorno del suo compleanno, ed Elena dalla sorella del padre. Furono suoi padrini e madrine:
- la nonna paterna, regina Vittoria del Regno Unito;
- la zia paterna, Elena, principessa Cristiano di Schleswig-Holstein;
- la principessa Elisabetta Anna di Prussia, granduchessa ereditaria di Oldenburg;
- lo zio paterno acquisito, Guglielmo, principe della corona di Prussia;
- il prozio paterno, duca Ernesto II di Sassonia-Coburgo-Gotha;
- il principe Alberto di Prussia.

### Canada

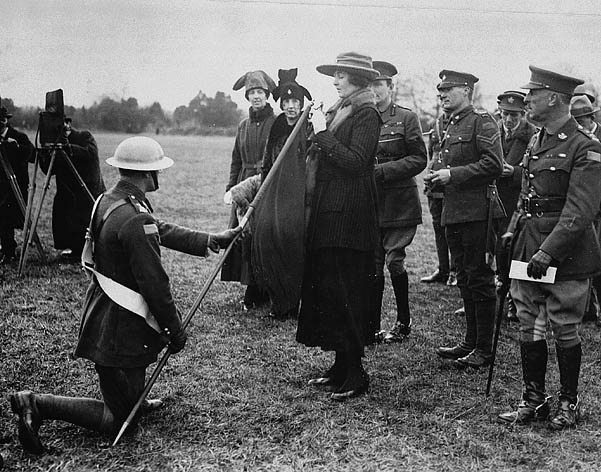
La principessa Patrizia ispeziona il suo reggimento di fanteria, il 21 febbraio 1919.

Nella sua infanzia Patrizia viaggiò molto; suo padre venne infatti inviato in India con la British Army e quindi la giovane Principessa vi trascorse due anni. Connaught Place, la piazza degli affari centrale di Nuova Delhi, è così chiamata in onore del Duca di Connaught. Nel 1911 Arturo venne nominato governatore generale del Canada, così Patrizia accompagnò in Canada i suoi genitori, divenendovi molto popolare.
Il 22 febbraio 1918 venne nominata colonnello in capo del reggimento Fanteria Leggera Canadese della Principessa Patrizia, carica che detenne fino alla morte. Patriza disegnò personalmente l'emblema ed i colori del reggimento, e giocò un ruolo attivo nel comando dello stesso. Nel 1974 venne succeduta da sua cugina e figlioccia, Lady Patricia Mountbatten (figlia di Lord Louis Mountbatten), che in seguito sarebbe divenuta Contessa Mountbatten di Burma; quest'ultima chiese ai membri del reggimento di non riferirsi a lei utilizzando tutti i suoi titoli nobiliari, ma chiamandolo semplicemente Lady Patricia, in onore della sua omonima che l'aveva preceduta.

### Matrimonio
La questione del matrimonio della principessa Patrizia fu un argomento scottante di conversazione nel periodo edoardiano. Ella incontrò molti reali stranieri, tra cui il re Alfonso XIII di Spagna e il futuro re Manuele II del Portogallo, nonché Adolfo Federico, Granduca ereditario di Meclemburgo-Strelitz e il granduca Michail Aleksandrovič di Russia, fratello minore dello zar Nicola II.
Alla fine, comunque, Patrizia scelse un uomo comune piuttosto che uno sposo di sangue reale. Sposò il comandante della Royal Navy (in seguito ammiraglio) The Honourable Alexander Ramsay (29 maggio 1881 – 8 ottobre 1972), uno degli aiutanti di campo di suo padre, e terzo figlio del Conte di Dalhousie. La coppia si sposò nell'abbazia di Westminster il 27 febbraio 1919; in questa occasione la principessa Patrizia rinunciò volontariamente al trattamento di Altezza Reale e al titolo di Principessa di Gran Bretagna ed Irlanda, assumendo il titolo di Lady Patrizia Ramsay, con precedenza sulle marchese d'Inghilterra.
Patrizia e Alexander Ramsay ebbero un solo figlio:
- Alexander Arthur Alfonso David Maule Ramsay di Mar (21 dicembre 1919 – 20 dicembre 2000): nel 1956 sposò Flora Fraser, XXI Lady Saltoun, con cui ebbe dei figli.

### Ultimi anni
Nonostante la sua rinunzia ai suoi titolo reali di nascita, Lady Patrizia rimase un membro della famiglia reale britannica, conservò la sua posizione nella linea di successione al trono, e partecipò a tutti i più importanti eventi della vita reale, inclusi matrimoni, funerali e le incoronazioni di Giorgio VI ed Elisabetta II, rispettivamente nel 1937 e nel 1953.
Patrizia era un'artista dotata, specializzata nella tecnica dell'acquerello. Molti dei suoi dipinti furono ispirati dai suoi viaggi in Paesi tropicali e lo stile risentiva dell'influenza di Gauguin e Van Gogh, visto che il suo maestro fu A. S. Hartrick, il quale aveva conosciuto questi artisti.
Lady Patrizia morì a Ribsden Holt, a Windlesham, nel Surrey, poco prima del suo ottantottesimo compleanno e un anno e mezzo dopo essere rimasta vedova. Lei era la più giovane delle uniche due nipoti femmine sopravvissute della regina Vittoria; l'altra era la principessa Alice. Lady Patrizia Ramsay e l'ammiraglio Alexander Ramsay sono sepolti nel cimitero di Frogmore House, proprio dietro il mausoleo reale dei suoi nonni, la regina Vittoria e il principe Alberto.

## Titoli nobiliari

Il monogramma personale della principessa Patrizia di Connaught.

- 17 marzo 1886 – 27 febbraio 1919: Sua Altezza Reale la Principessa Patrizia di Connaught e Strathearn, principessa del Regno Unito di Gran Bretagna e Irlanda
- 27 febbraio 1919 – 12 gennaio 1974: Lady Patrizia Ramsay

## Stemma
In occasione del suo matrimonio, nel 1919, venne concesso a Patrizia l'uso di uno stemma, in quanto nipote in linea maschile di un monarca britannico. Il suo stemma era quello del regno, con un nastro a differenziarlo. La blasonatura è quindi la seguente:
Inquartato, nel primo e quarto di rosso a tre leopardi d'oro posti in palo (per l'Inghilterra); nel secondo d'oro al leone rampante con una doppia orlatura fiorita e controfiorita di gigli, il tutto di rosso (per la Scozia); nel terzo d'azzurro, all'arpa d'oro cordata d'argento (per l'Irlanda).
Il tutto è appunto differenziato con un lambello d'argento a cinque punte, la prima e la quinta con una croce di rosso, le altre con un giglio d'azzurro ciascuna.

## Ascendenza
|                                    |                  |                                       | Genitori                                        |  |  | Nonni |  |  | Bisnonni                            |  |  | Trisnonni                                       |  |
|                                    |                  |                                       |                                                 |  |  |       |  |  | Ernesto I di Sassonia-Coburgo-Gotha |  |  | Francesco Federico di Sassonia-Coburgo-Saalfeld |  |
|                                    |                  |                                       |                                                 |  |  |       |  |  | Ernesto I di Sassonia-Coburgo-Gotha |  |  | Francesco Federico di Sassonia-Coburgo-Saalfeld |  |
|                                    |                  | Augusta di Reuss-Ebersdorf            |                                                 |  |  |       |  |  | Ernesto I di Sassonia-Coburgo-Gotha |  |  |                                                 |  |
| Alberto di Sassonia-Coburgo-Gotha  |                  |                                       |                                                 |  |  |       |  |  | Ernesto I di Sassonia-Coburgo-Gotha |  |  |                                                 |  |
|                                    |                  | Luisa di Sassonia-Gotha-Altenburg     | Augusto di Sassonia-Gotha-Altenburg             |  |  |       |  |  |                                     |  |  |                                                 |  |
|                                    |                  | Luisa di Sassonia-Gotha-Altenburg     | Augusto di Sassonia-Gotha-Altenburg             |  |  |       |  |  |                                     |  |  |                                                 |  |
|                                    |                  | Luisa di Sassonia-Gotha-Altenburg     | Luisa Carlotta di Meclemburgo-Schwerin          |  |  |       |  |  |                                     |  |  |                                                 |  |
| Arturo di Sassonia-Coburgo-Gotha   |                  | Luisa di Sassonia-Gotha-Altenburg     |                                                 |  |  |       |  |  |                                     |  |  |                                                 |  |
|                                    |                  | Edoardo Augusto di Hannover           | Giorgio III del Regno Unito                     |  |  |       |  |  |                                     |  |  |                                                 |  |
|                                    |                  | Edoardo Augusto di Hannover           | Giorgio III del Regno Unito                     |  |  |       |  |  |                                     |  |  |                                                 |  |
|                                    |                  | Edoardo Augusto di Hannover           | Carlotta di Meclemburgo-Strelitz                |  |  |       |  |  |                                     |  |  |                                                 |  |
| Vittoria del Regno Unito           |                  | Edoardo Augusto di Hannover           |                                                 |  |  |       |  |  |                                     |  |  |                                                 |  |
|                                    |                  | Vittoria di Sassonia-Coburgo-Saalfeld | Francesco Federico di Sassonia-Coburgo-Saalfeld |  |  |       |  |  |                                     |  |  |                                                 |  |
|                                    |                  | Vittoria di Sassonia-Coburgo-Saalfeld | Francesco Federico di Sassonia-Coburgo-Saalfeld |  |  |       |  |  |                                     |  |  |                                                 |  |
|                                    |                  | Vittoria di Sassonia-Coburgo-Saalfeld | Augusta di Reuss-Ebersdorf                      |  |  |       |  |  |                                     |  |  |                                                 |  |
| Patrizia di Sassonia-Coburgo-Gotha |                  | Vittoria di Sassonia-Coburgo-Saalfeld |                                                 |  |  |       |  |  |                                     |  |  |                                                 |  |
|                                    | Carlo di Prussia | Federico Guglielmo III di Prussia     |                                                 |  |  |       |  |  |                                     |  |  |                                                 |  |
|                                    | Carlo di Prussia | Federico Guglielmo III di Prussia     |                                                 |  |  |       |  |  |                                     |  |  |                                                 |  |
|                                    | Carlo di Prussia | Luisa di Meclemburgo-Strelitz         |                                                 |  |  |       |  |  |                                     |  |  |                                                 |  |
| Federico Carlo di Prussia          | Carlo di Prussia |                                       |                                                 |  |  |       |  |  |                                     |  |  |                                                 |  |
|                                    |                  | Maria di Sassonia-Weimar-Eisenach     | Carlo Federico di Sassonia-Weimar-Eisenach      |  |  |       |  |  |                                     |  |  |                                                 |  |
|                                    |                  | Maria di Sassonia-Weimar-Eisenach     | Carlo Federico di Sassonia-Weimar-Eisenach      |  |  |       |  |  |                                     |  |  |                                                 |  |
|                                    |                  | Maria di Sassonia-Weimar-Eisenach     | Marija Pavlovna Romanova                        |  |  |       |  |  |                                     |  |  |                                                 |  |
| Luisa Margherita di Prussia        |                  | Maria di Sassonia-Weimar-Eisenach     |                                                 |  |  |       |  |  |                                     |  |  |                                                 |  |
|                                    |                  | Leopoldo IV di Anhalt-Dessau          | Federico di Anhalt-Dessau                       |  |  |       |  |  |                                     |  |  |                                                 |  |
|                                    |                  | Leopoldo IV di Anhalt-Dessau          | Federico di Anhalt-Dessau                       |  |  |       |  |  |                                     |  |  |                                                 |  |
|                                    |                  | Leopoldo IV di Anhalt-Dessau          | Amalia d'Assia-Homburg                          |  |  |       |  |  |                                     |  |  |                                                 |  |
| Maria Anna di Anhalt               |                  | Leopoldo IV di Anhalt-Dessau          |                                                 |  |  |       |  |  |                                     |  |  |                                                 |  |
|                                    |                  | Federica di Prussia                   | Luigi Carlo di Prussia                          |  |  |       |  |  |                                     |  |  |                                                 |  |
|                                    |                  | Federica di Prussia                   | Luigi Carlo di Prussia                          |  |  |       |  |  |                                     |  |  |                                                 |  |
|                                    |                  | Federica di Prussia                   | Federica di Meclemburgo-Strelitz                |  |  |       |  |  |                                     |  |  |                                                 |  |
|                                    |                  | Federica di Prussia                   |                                                 |  |  |       |  |  |                                     |  |  |                                                 |  |